# إبراهيم بركات الخيرات
الشيخ إبراهيم بركات الخيرات (1920-1987م) هو إبراهيم بن بركات بن عيسى بن شبلي بن خير الخيرات أحد أبرز علماء أهل السنة والجماعة في حوران الجمهورية العربية السورية محافظة درعا وأشهر علماء الفرائض فيها ومفتي منطقة ازرع منذ عام 1970م، ولد 1920م، في بلدة الحراك بمحافظة درعا.

## نشأته
نشأ الشيخ إبراهيم الخيرات في حوران لاسرة بسيطة حيث كان يعمل والده فلاحًا في بلدة الحراك حيث تلقى تعليمه الاساسي فيهاوله 6 اخوة شباب و3 اخوات وغادرها للتحصيل العلمي حين كان عمره 11 عامًا في سنة 1931م

## التحصيل العلمي
- غادر الشيخ إبراهيم بلدته الحراك إلى مدينة دمشق لتلقي العلم فيها حيث توجه إلى الجمعية الغراء سنة 1931م اسسها الشيخ علي الدقر والذي ساهم في استقطاب عدد كبير من أبناء حوران لتلقي العلم فيها حيث درس الشيخ إبراهيم فيها العلوم الشرعية وامضى فيها تسع سنين في المرحلة الاعدادية والثانوية وتابع فيها التعلم والتدريس في مساجد دمشق المحيطة حتى سنة 1940م. ومن مشايخه في هذه المرحلة هم الشيخ علي الدقر والشيخ أحمد البصراوي والشيخ نايف العباس والشيخ أحمد عبد الغني الدقر.

## في مجال الدعوة والإرشاد
- بعد إتمام دراسة العلوم الشرعية في المدرسة الغراء تم تكليفه بالتدريس الديني في مدارس مدينة دمشق واستمر فيها مدة سنتين حيث تم نقله إلى مدينة القنيطرة عام 1942م
- قام بتدريس العلوم الشرعية في القنيطرة لمدة سنتين ثم تم نقله إلى مدينة ازرع في محافظة درعا 1944م حتى عام 1961م حيث كان يتبع لقضاء ازرع قرابة السبعين بلدة وقرية حيث كُلف بالوعظ والإرشاد في هذه القرى التي كان كثيرا ما يذهب للمجاورة منها سيرًا على الاقدام كما كلف بتدريس مادة التربية الإسلامية في مدارس مدينة ازرع.
- انتقل إلى مدينة درعا عام 1961م وقام بالتدريس والوعظ والإرشاد فيها لمدة سنة واحدة
- عاد إلى مدينة ازرع في عام 1962م ويتابع الوعظ والإرشاد فيها لمدة سنة
- انتقل لمدينة الصنمين سنة 1963م حيث كلف بتدريس مادة التربية الإسلامية في مدارسها لمدة سنتين
- ثم عاد إلى مدينة ازرع سنة 1965م واستمر بالتدريس فيها حتى عام 1970م
- اسند اليه منصب الافتاء عام 1970م بعد الشيخ كريم راجح واستمر في منصبه حتى وفاته رحمه الله عام 1987م.

## مؤلفاته
خلال فترة تدريسه ووافتائه في مدينة ازرع ترك ثلاثة مجلدات في الاحوال الشخصية والفقه وأغلبها في مسائل المواريث وعلم الفرائض التي كانت توكل اليه من قبل القضاة في المحاكم الشرعية في محافظة درعا حيث اشتهر ببراعته في علم المواريث.

## ومضات من مواقفه
عرف عنه رحمه الله بانه كان سدًا منيعًا في وجه المنكرات وخاصة محاربة انتشار الخمور في حوران كما كان له دور كبير في منع التدخين في المآتم ومجالس العزاء وكان جريئا لا يخشى في الحق لومة لائم.

## زوجاته وأولاده
له من الزوجات اثنتين وله من الأبناء خمسة ذكور وابنتان

## وفاته
توفي صباح يوم الجمعة 29 صفر لعام 1408 هـ، الموافق 23 تشرين الاول لعام 1987م